# نیوپورت، پمبروکشر
نیوپورت (به انگلیسی: Newport) یک شهرک در ولز است که در پمبروکشر واقع شده‌است. نیوپورت ۱٬۱۶۱ نفر جمعیت دارد.

## خواهرخوانده
شهر Plouguin خواهرخواندهٔ نیوپورت، پمبروکشر هست.

## نگارخانه

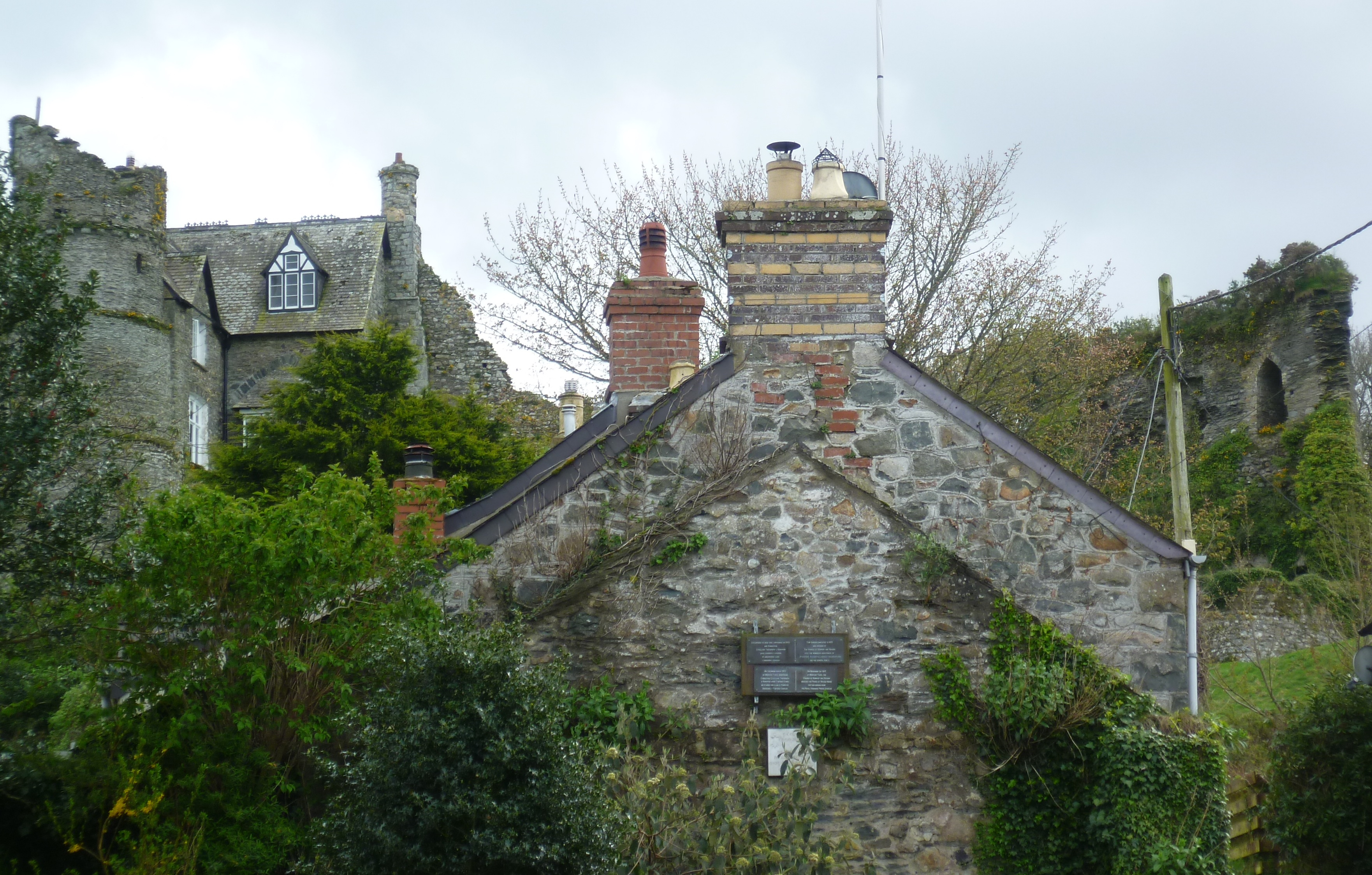
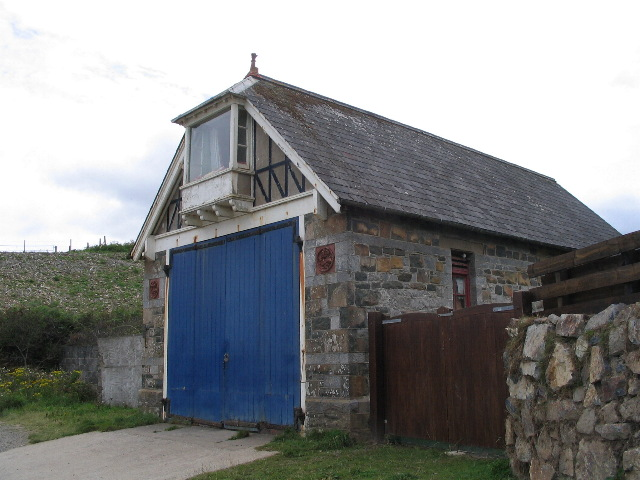
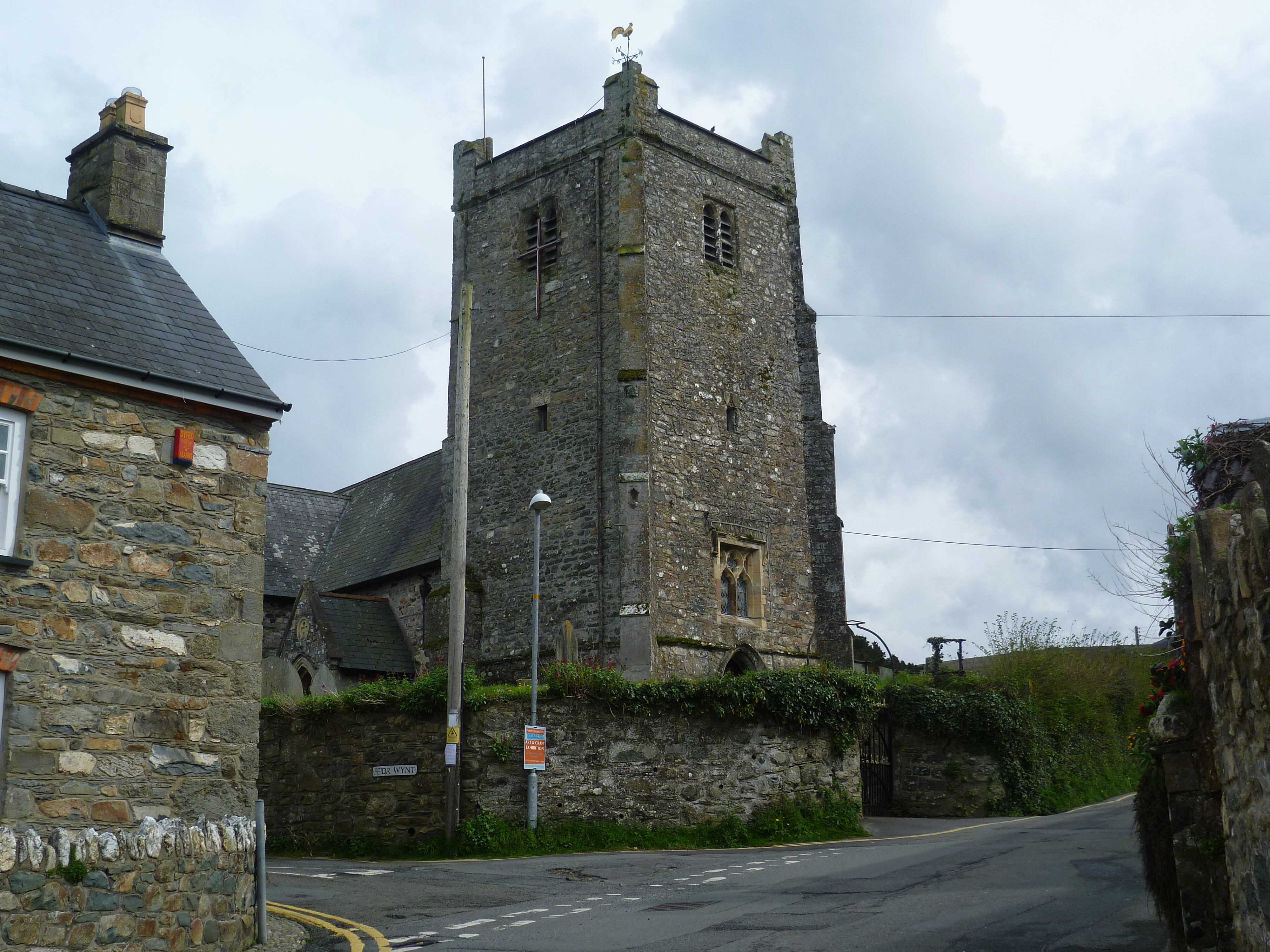
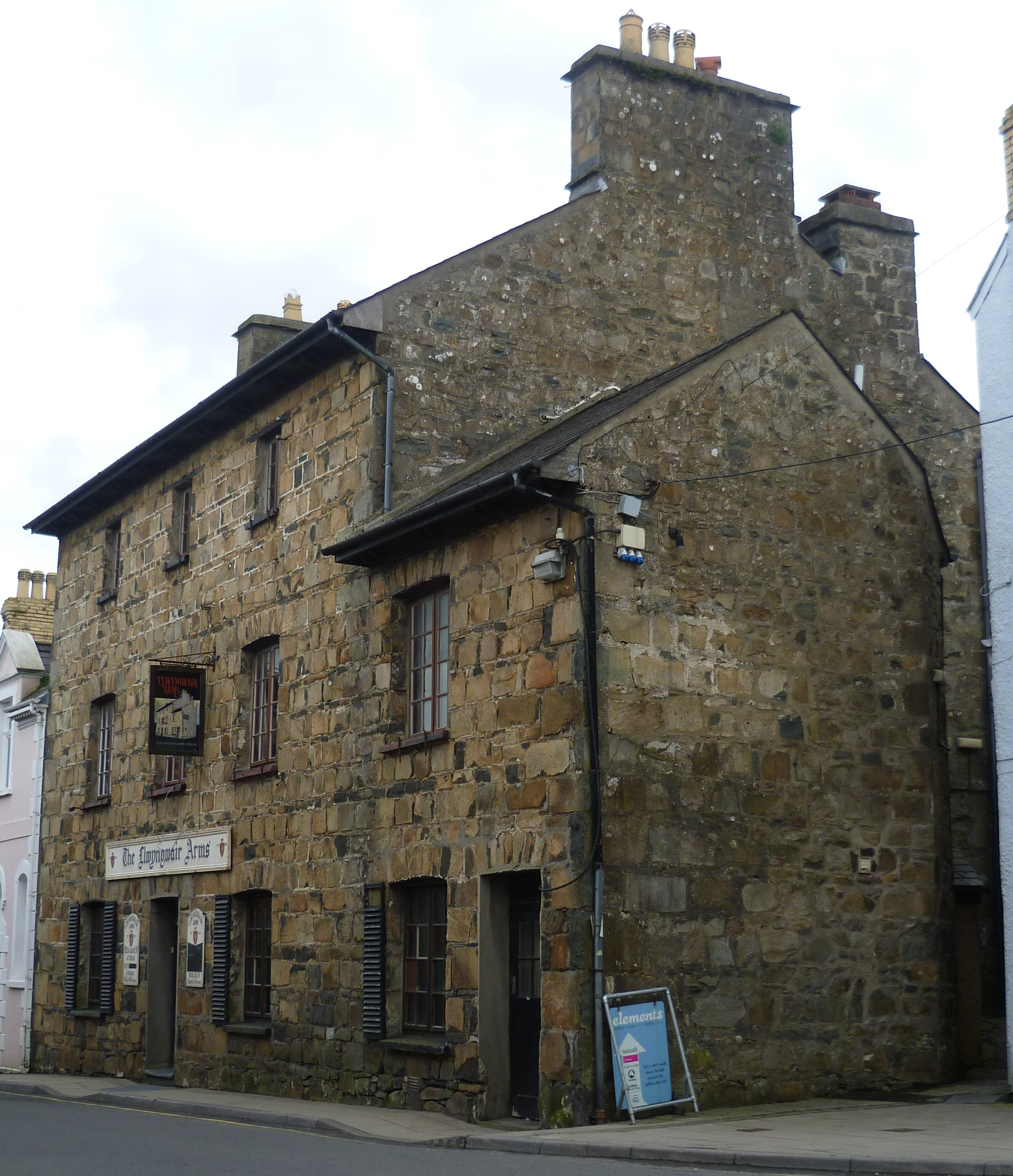
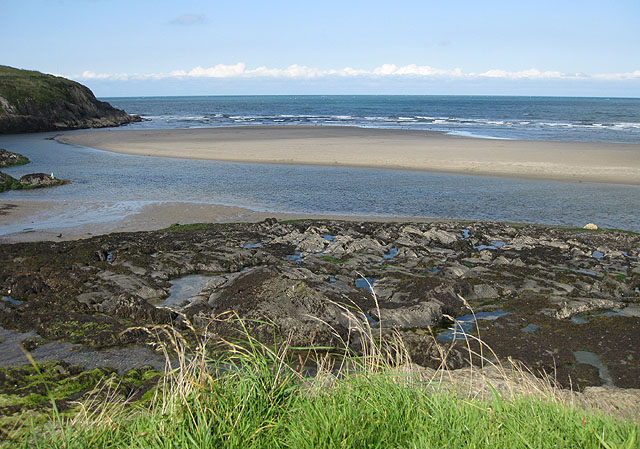